# بوينويرالي محمد باشا
بوينويرالي محمد باشا (بالتركية: Boynuyaralı Mehmed Paşa)‏ كان الصدر الأعظم للدولة العثمانية في الفترة ما بين 26 أبريل 1656 حتى 15 سبتمبر 1656. تُوفي في 1665 بمدينة أيوب. 